# Terra reial
Les terres reials eren els dominis del rei, no com a domini personal sinó com a patrimoni del càrrec.
L'existència de terres reials derivava dels antics dominis imperials o res privata de les que ingressos servien per a les despeses de la casa reial, i que s'incrementaven d'any en any amb les terres procedents de confiscacions, o amb terres llegades al rei. A les terres reials se les coneixia com res dominica o domus dominica.

## Funcionament de les terres reials
Les res dominica o terres reials eren grans propietats de les quals el propietari era l'Estat i els beneficis eren per al rei. Naturalment aquest no les administrava per si mateix, sinó que, de la mateixa manera que els grans propietaris particulars (romans o gots) encarregava l'administració a altres persones. Les terres reials procedien de les antigues terres imperials de l'època romana, i les terres afegides per les confiscacions reials o judicials.

### Els Conductors
Les propietats reials eren portades bàsicament per Conductors o agents (romans o gots) que a partir del principis del segle vi (amb Teodoric) es van convertir en funcionaris i assalariats.

### Els Procuradors
A vegades les terres s'agrupaven (sobretot si estaven a la mateixa província, essent portades per diversos conductors) posant-se al seu front a Procuratores, que al seu torn delegaven les zones en altres Procuratores, que o bé portaven certes terres o supervisaven als conductors que les dirigien.

### Els agents reials
Els agents reials de les terres reials (Conductors i Procuradors) no podien ser maltractats pel governador provincial romà, sobretot a instigació dels més il·lustres curials o principals.

### Defraudacions als subjectes de l'impost
Un provincial defraudat per un agent o procurador de terres reials podia presentar el seu cas al rei; el culpable podia ser condemnat a la foguera.

### Colons i esclaus de terres reials
Els colons i esclaus de terres reials estaven subjectes a la jurisdicció del governador o Iudex. Aquest no estava obligat a esperar que hi hagués un agent de les terres reials per procedir al judici. Cap funcionari reial estava autoritzat a intervenir. Existien instruccions concretes per als funcionaris de no intentar evitar la jurisdicció del governador.
Els esclaus de les terres reials. Un esclau que fugís de les terres reials, no podia ser acollit en altres propietats. El que incomplís aquesta norma i acollís a l'esclau pagaria una multa de setanta-dos sous.

### Terres reials d'ús particular
El rei concedia alguna d'aquestes terres reials a particulars (gots o "romans") en pagament de bons serveis, encara que ocorria algunes vegades que certs particulars usurpaven terres reials; les concessions de terres reials pel rei constituïen propietats privades dins d'aquelles. Els particulars que rebien concessions les posseïen a perpetuïtat, però havien de pagar les rendes i drets fiscals al tresor reial. Un funcionari de les terres reials que posés en dubte un títol d'adjudicació, podia ser castigat. Encara que el concessionari gaudia de les terres, no per això perdien la seva condició de terres reials, però quedaven afectades per un usdefruit hereditari perpetu (era més rar concedir la plena propietat).